# Segundo Congreso Continental

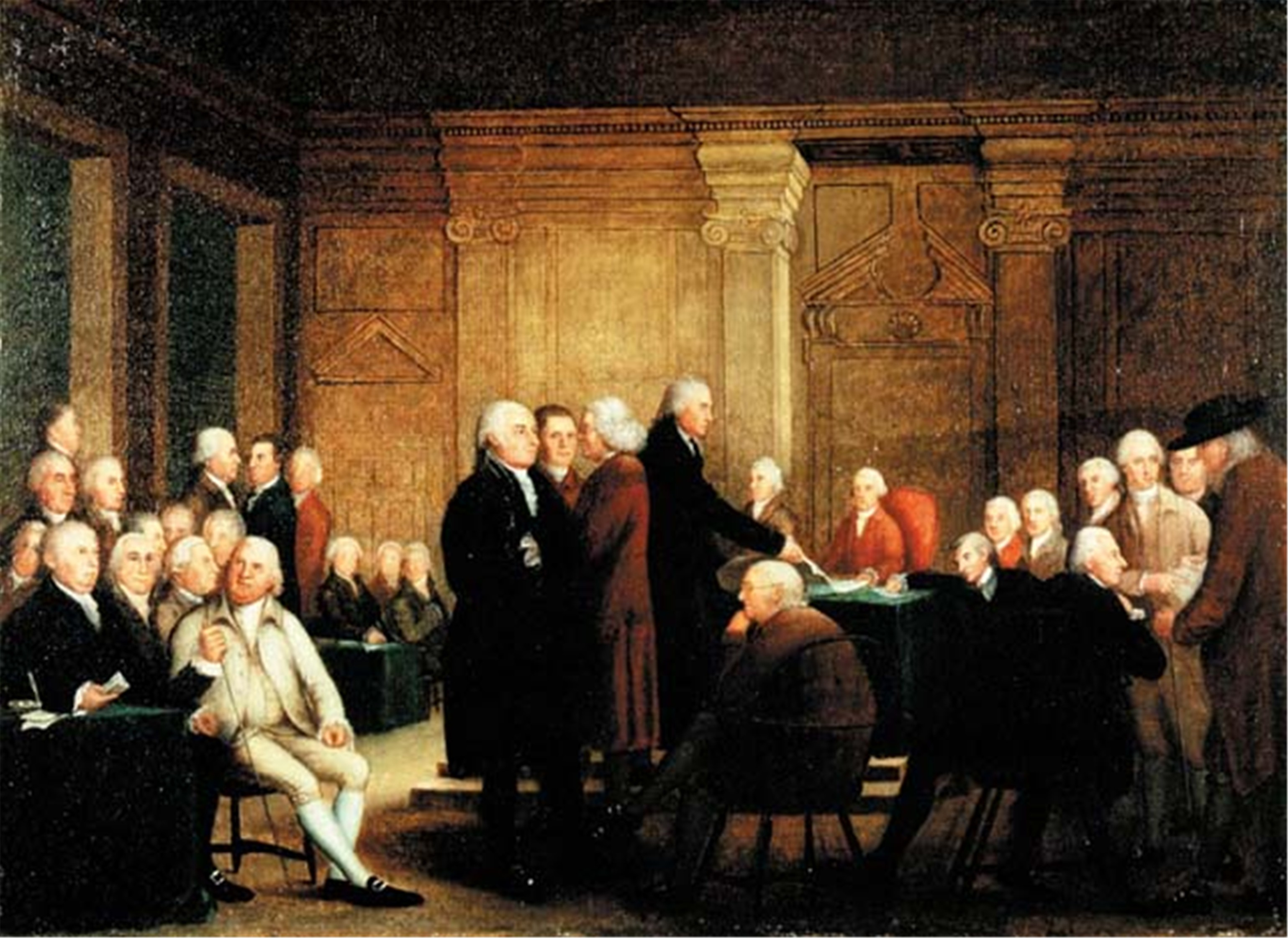
Cuadro de Robert Edge Pine que representa el momento en que el Segundo Congreso Continental vota la Declaración de Independencia.

Se denomina Segundo Congreso Continental a la convención de delegados de las Trece Colonias norteamericanas, que comenzó sus reuniones el 10 de mayo de 1775, poco después del estallido de la guerra de Independencia de los Estados Unidos contra Gran Bretaña. Supuso una continuación del Primer Congreso Continental, que se reunió durante el año anterior, 1774. El segundo Congreso se hizo cargo del esfuerzo militar y se fue desplazando lentamente hacia la independencia, adoptando finalmente la Declaración de Independencia de los Estados Unidos el 4 de julio de 1776. Con la formación del ejército, la dirección de sus estrategias, el nombramiento de diplomáticos y suscribiendo tratados oficiales, el Congreso actuó de facto como gobierno de lo que se convertiría en los Estados Unidos. Con la ratificación de los artículos de la Confederación en 1781, el Congreso pasó a denominarse Congreso de la Confederación.
Este congreso nombró a un militar de carrera y gran propietario de tierras en Virginia, el coronel George Washington, comandante en jefe de las fuerzas norteamericanas. También autorizó el envío de una expedición a Quebec para dominar Canadá y forzar su unión a las trece colonias.